# Wieża zegarowa (Wenecja)

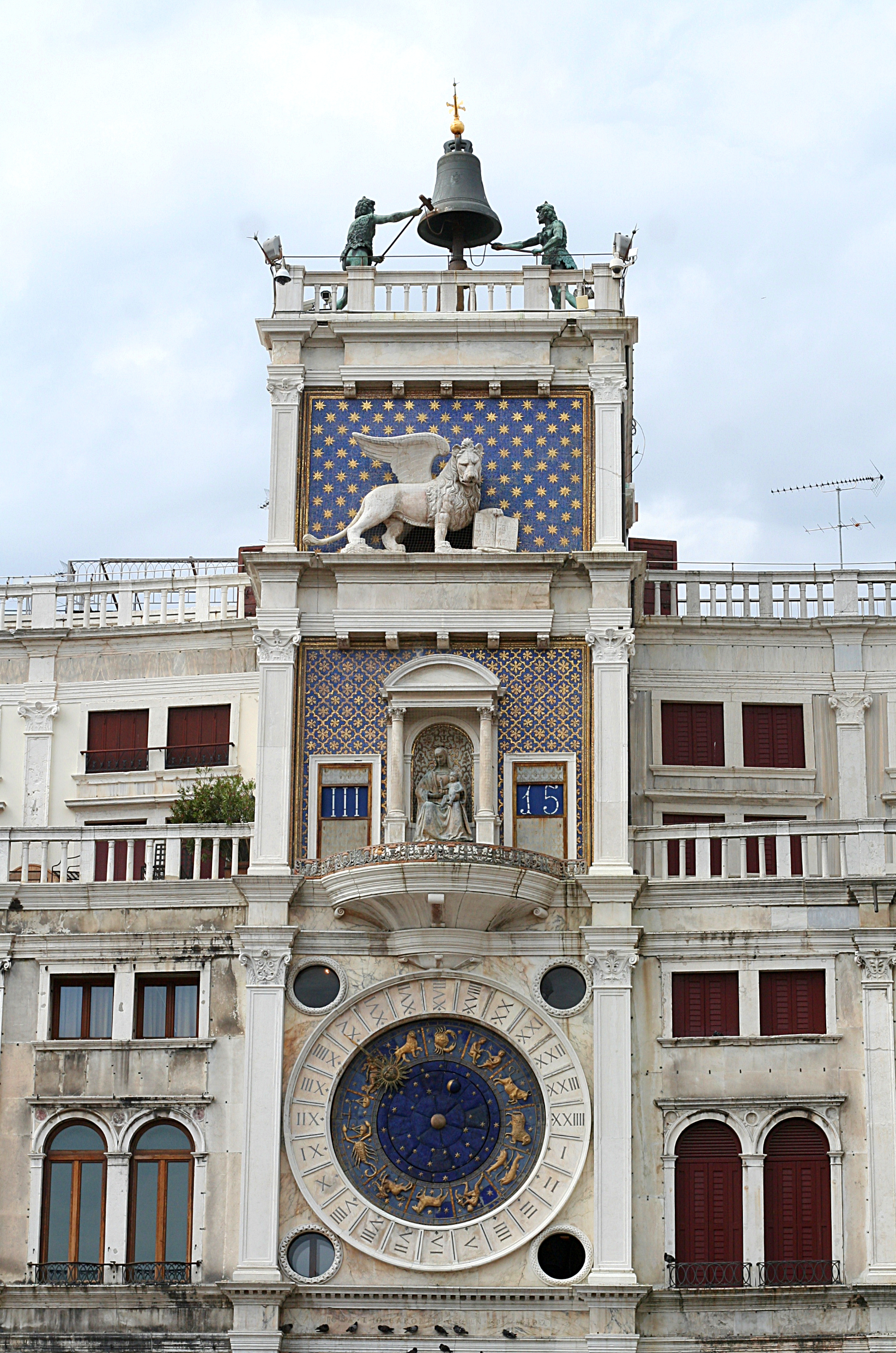
Wieża zegarowa

Wieża zegarowa (wł. Torre dell'Orologio) znajduje się przy placu św. Marka w Wenecji. Zaprojektował ją Mauro Codussi. Została zbudowana w latach 1496 – 1506 obok budynku Starej Prokuracji (do 1499 ukończono część środkową, boczne dobudowano siedem lat  później). Na szczycie wieży umieszczono dwa posągi Maurów uderzających co godzinę w dzwon. W wieży umieszczono mechanizm zegara astronomicznego. Pokazuje on nie tylko godziny ale także pory roku, fazy księżyca i położenie słońca w kolejnych znakach zodiaku.
Powyżej tarczy zegarowej znajduje się skrzydlaty Lew św. Marka a pod nim Madonna z Dzieciątkiem. Z okazji święta Objawienia Pańskiego uruchamiany jest mechanizm pozwalający na ukazywanie się na balkonie wieży figurek Trzech Króli. Figurki można oglądać jeszcze przez cały tydzień po tym święcie.